# النسيم (آثار)
النسيم هو موقع أثري يعد أول وأقدم موقع أشولي مؤرخ في السعودية، حيث عثر على أدلة بيئية وقطع أثرية تعود إلى العصر البليستوسين الأوسط.

## الاكتشاف
أعلنت هيئة التراث السعودية خلال الربع الأخير من العام 2020م عن اكتشاف أثري يتضمن العثور على آثار أقدام بشرية وفيلة وجمال وحيوانات مفترسة حول بحيرة قديمة جافة على أطراف منطقة تبوك. حيث تم الاكتشاف عن طريق مجموعة من الخبراء السعوديين مع نظرائهم الدوليين من معهد ماكس بلانك لعلوم تاريخ الإنسان.

## الموقع
يقع هذا الموقع الأثري بنفوذ منطقة حائل بالسعودية.

## الزمن
يبلغ عمر الآثار إلى 350 ألف سنة.

## الآثار
عثر على أدوات حجرية استخدمها الإنسان في عصر البليستوسين الأوسط، والتي تشير إلى عودة الإنسان إلى الجزيرة العربية عندما كانت مروجًا وأنهارًا، كما عثر على وجود بحيرة جافة عميقة عثر فيها على ما يقارب 354 قطة فأس حجري من العصر الحجري ورقائق حجرية مختلفة.